# 潘蒂科萨
潘蒂科萨（西班牙語：Panticosa）是西班牙阿拉贡自治区韦斯卡省的一个市镇。总面积96平方公里，总人口705人（2001年），人口密度7人/平方公里。